# Trédaniel
Trédaniel település Franciaországban, Côtes-d’Armor megyében. Lakosainak száma 896 fő (2022. január 1.). Trédaniel Bréhand, Hénon, Moncontour, Plémy, Trébry és Le Mené községekkel határos.

## Népesség
A település népessége az elmúlt években az alábbi módon változott:
| Lakosok száma | 592  | 719  | 747  | 948  | 968  | 961  | 926  | 900  | 897  | 896  |
|               | 1968 | 1982 | 1990 | 2006 | 2013 | 2015 | 2017 | 2019 | 2020 | 2022 |